# Sankt Panteleimon, Ohrid
Sankt Panteleimon i Nordmakedonien, (makedonska: Свети Пантелеjмон, Sveti Pantelejmon, uttalas [pantɛlɛjˈmɔn]; grekiska: Άγιος Παντελεήμων), är ett kloster i staden Ohrid i sydvästra Nordmakedonien. Klostret ligger vid den arkeologiska platsen Plaošnik. Klostret grundades av Klemens av Ohrid som var lärjunge till Kyrillos och Methodios. Arkeologer tror att klostret var läroplatsen för de första elever som använde det glagolitiska alfabetet, vilket användes för att översätta Bibeln till fornkyrkoslaviska.
Klostret har uppkallats efter det kristna helgonet Panteleimon, liksom det rysk-ortodoxa Sankt Panteleimon-klostret i Grekland.

## Historia
Klostret tros ha blivit byggt när Klemens av Ohrid anlände till Ohrid, på begäran av Boris I av Bulgarien där han restaurerade en gammal kyrka. Källor uppger, att Klemens av Ohrid inte var nöjd med storleken på kyrkan och därför lät uppföra en ny över den och helgade den åt Pantaleon.
Klemens av Ohrid använde sitt nybyggda kloster som en liturgisk byggnad och en plats för att lära sina lärjungar variationerna inom det glagolitiska alfabetet, känt som det kyrilliska alfabetet. Klemens byggde också en personlig krypta inuti klostret där han begravdes efter sin död år 916. Hans grav finns kvar än idag.
På 1400-talet byggde ottomanska turkar om klostret till moské, men under början av 1500-talet tilläts förstörda kyrkor och kloster att återställas, så även Klemens av Ohrids kloster. Klostret förstördes igen under slutet av 1500-talet eller början av 1600-talet och ännu en moské, kallad Imaretmoskén, uppfördes av ottomanerna. Denna moské finns kvar än idag.

## Arkitektur
Många arkeologer tror att Klemens själv utformade och byggde klostret. Klemens skulle tillsammans med Naum av Preslav använda klostret som bas för att lära ut det glagolitiska och kyrilliska alfabetet till kristna slaver, vilket skulle innebära att det var ett universitet.
Klostret ligger på en kulle som nu kallas Plaošnik och har utsikt över Ohridsjön. Klemens byggde sitt kloster på en restaurerad kyrka och en romersk basilika av fem delar (rester av kyrkor kan fortfarande ses utanför klostret). Att döma av den arkitektoniska stilen och klostrets utformning, hävdar forskare att Klemens avsåg att byggnaden skulle vara en litterär skola för lärjungar; därför tros det vara det första och äldsta avvecklade universitet i Europa.
Klostrets exteriör innehåller ett stort antal fint detaljerade mosaiker inte långt från en dopfunt av sten som användes för att döpa lärjungar.